# Mistrzostwa Afryki w Półmaratonie 1995
Mistrzostwa Afryki w półmaratonie 1995 – zawody lekkoatletyczne rozegrane w Abidżanie.

## Rezultaty

### Mężczyźni
| Konkurencja:  | 1. miejsce        | Rezultat | 2. miejsce     | Rezultat | 3. miejsce               | Rezultat |
| Indywidualnie | Adam Motlagale    | 1:06:00  | Kalombo Mwenze | 1:06:36  | Nixon Nkodim             | 1:06:43  |
| Drużynowo     | Południowa Afryka | 9 pkt.   | Niger          | 25 pkt.  | Wybrzeże Kości Słoniowej | 35 pkt.  |